# Gagnac-sur-Cère
Gagnac-sur-Cère is een gemeente in het Franse departement Lot (regio Occitanie). De plaats maakt deel uit van het arrondissement Figeac. Gagnac-sur-Cère telde op 1 januari 2022 657 inwoners.

## Geografie
De oppervlakte van Gagnac-sur-Cère bedroeg op 1 januari 2022 12,83 vierkante kilometer; de bevolkingsdichtheid was toen 51,2 inwoners per km².

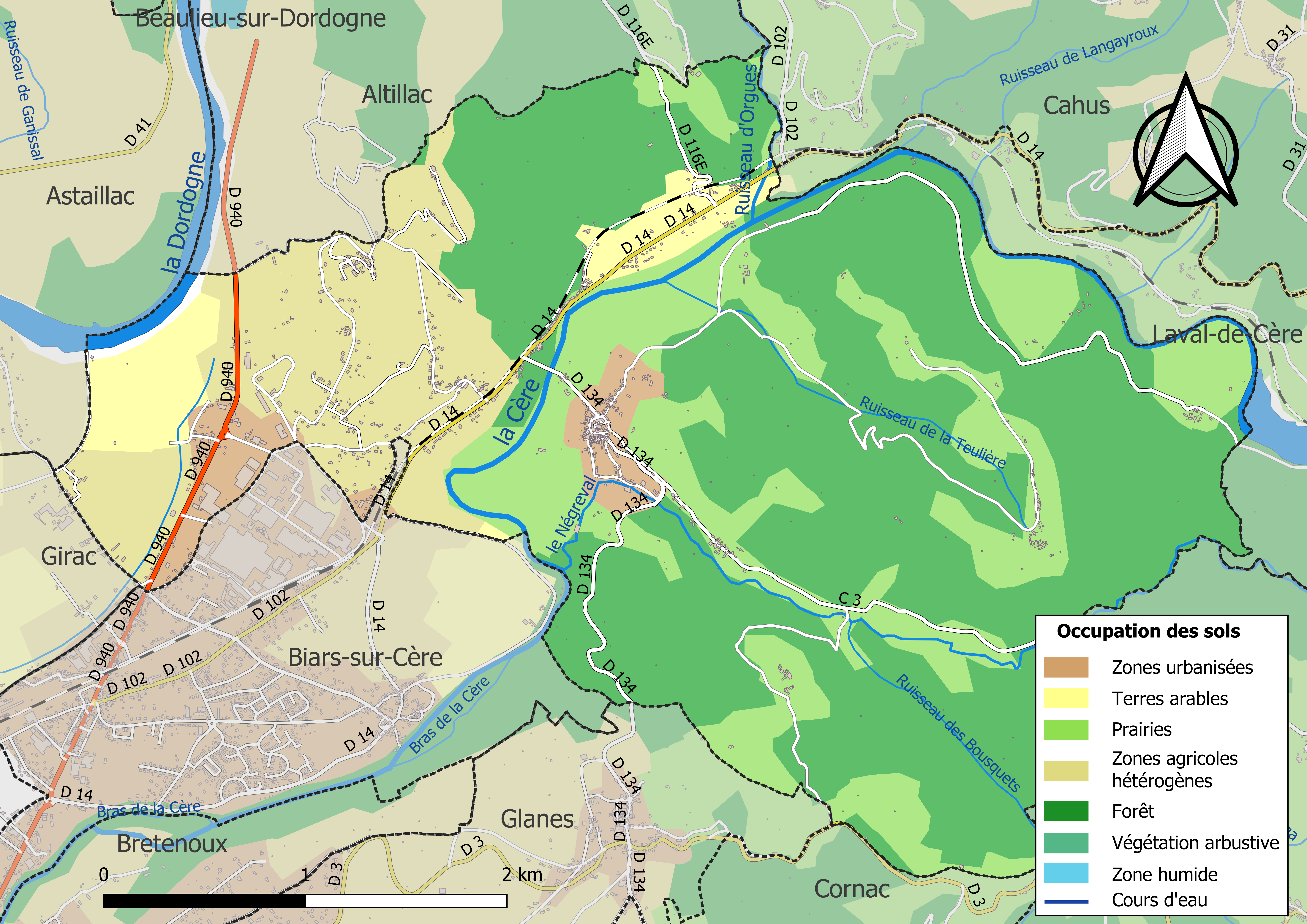
Kaart van de gemeente met de belangrijkste infrastructuur, bodemgebruik en omliggende gemeenten

## Demografie
Onderstaande figuur toont het verloop van het inwonertal (bron: INSEE-tellingen).